# Liste der Bodendenkmäler in Wilburgstetten
Auf dieser Seite sind die Bodendenkmäler in der mittelfränkischen Gemeinde Wilburgstetten zusammengestellt. Diese Tabelle ist eine Teilliste der Liste der Bodendenkmäler in Bayern. Grundlage ist die Bayerische Denkmalliste, die auf Basis des Bayerischen Denkmalschutzgesetzes vom 1. Oktober 1973 erstmals erstellt wurde und seither durch das Bayerische Landesamt für Denkmalpflege geführt wird. Die folgenden Angaben ersetzen nicht die rechtsverbindliche Auskunft der Denkmalschutzbehörde.

## Bodendenkmäler der Gemeinde Wilburgstetten

### Bodendenkmäler in der Gemarkung Greiselbach
| Lage                   | Objekt                                                                                           | Akten-Nr.     | Bild |
| ---------------------- | ------------------------------------------------------------------------------------------------ | ------------- | ---- |
| Greiselbach (Standort) | Siedlung vor- und frühgeschichtlicher Zeitstellung.                                              | D-5-6928-0147 |      |
| Greiselbach (Standort) | Mittelalterliche Vorgängerbauten und untertägige Bausubstanz der bestehenden Kirche St. Stephan. | D-5-6928-0160 |      |

### Bodendenkmäler in der Gemarkung Rühlingstetten
| Lage                      | Objekt | Akten-Nr.     | Bild |
| ------------------------- | --- | ------------- | ---- |
| Rühlingstetten (Standort) | Mittelalterliche Vorgängerbauten und untertägige Bausubstanz der bestehenden Kirche Heiligste Dreifaltigkeit. | D-5-7028-0145 |      |

### Bodendenkmäler in der Gemarkung Wilburgstetten
| Lage                      | Objekt                                                                                             | Akten-Nr.     | Bild |
| ------------------------- | -------------------------------------------------------------------------------------------------- | ------------- | ---- |
| Wilburgstetten (Standort) | Teilstrecke des raetischen Limes.                                                                  | D-5-6928-0032 |      |
| Wilburgstetten (Standort) | Wachtposten WP 13/5 des raetischen Limes.                                                          | D-5-6928-0033 |      |
| Wilburgstetten (Standort) | Wachtposten WP 13/6 des raetischen Limes.                                                          | D-5-6928-0034 |      |
| Wilburgstetten (Standort) | Wachtposten WP 13/7 des raetischen Limes.                                                          | D-5-6928-0035 |      |
| Wilburgstetten (Standort) | Siedlung der Steinzeiten.                                                                          | D-5-6928-0038 |      |
| Wilburgstetten (Standort) | Mittelalterlicher Burgstall.                                                                       | D-5-6928-0040 |      |
| Wilburgstetten (Standort) | Frühmittelalterliche Befestigungsanlage.                                                           | D-5-6928-0041 |      |
| Wilburgstetten (Standort) | Burgstall des Mittelalters.                                                                        | D-5-6928-0044 |      |
| Wilburgstetten (Standort) | Freilandstation des Mesolithikums.                                                                 | D-5-6928-0093 |      |
| Wilburgstetten (Standort) | Siedlung der Steinzeiten.                                                                          | D-5-6928-0124 |      |
| Wilburgstetten (Standort) | Siedlung der Steinzeiten.                                                                          | D-5-6928-0125 |      |
| Wilburgstetten (Standort) | Mittelalterliche Vorgängerbauten und untertägige Bausubstanz der bestehenden Kirche St. Georg.     | D-5-6928-0152 |      |
| Wilburgstetten (Standort) | Mittelalterliche Vorgängerbauten und untertägige Bausubstanz der bestehenden Kirche St. Margareta. | D-5-6928-0156 |      |

### Bodendenkmäler in der Gemarkung Wittenbach
| Lage                  | Objekt                                  | Akten-Nr.     | Bild |
| --------------------- | --------------------------------------- | ------------- | ---- |
| Wittenbach (Standort) | Viereckschanze der jüngeren Latènezeit. | D-5-7028-0143 |      |